# Liberija
Liberija uradno Republika Liberija, je država, ki leži ob obali zahodne Afrike. Na severozahodu meji na Sierro Leone, na severu na Gvinejo, na vzhodu na Slonokoščeno obalo ter na jugu in zahodu na severni Atlantski ocean. Meja z Gvinejo je dolga 590 km, meja s Sierro Leone 299 km, meja s Slonokoščeno obalo pa 778 km. Država ima okoli 5 milijonov prebivalcev, po površini pa je velika 111.369 kvadratnih kilometrov. Uradni jezik v Liberiji je angleščina, poleg tega pa se v državi govori več kot 20 drugih jezikov. Glavno in največje mesto Liberije je Monrovija.
Zastava države je sestavljena iz 12 enakih horizontalnih rdeče-belih črt in bele petkrake zvezde v modrem kvadratu v zgornjem levem kotu. Črte predstavljajo 12 podpisnikov deklaracije o neodvisnosti, moder kvadrat predstavlja afriško celino, petkraka zvezda pa svobodo, ki je bila podeljena nekdanjim ameriškim sužnjem. Osnova za nastanek zastave pa je bila Zastava Združenih držav Amerike.
Liberija je nastala v začetku 19. stoletja, kot projekt Ameriške kolonizacijske družbe (ACS), ki je verjela, da bodo imeli temnopolti v Afriki boljše možnosti za svobodo in blaginjo kot v Združenih državah Amerike. Med letom 1822 in začetkom ameriške državljanske vojne leta 1861 se je v Liberijo preselilo več kot 15.000 osvobojenih in svobodno rojenih črncev, ki so se v ZDA soočali z družbenim in pravnim zatiranjem, ter 3198 Afro-Karibov. Postopoma so razvili "ameriško-liberijsko" identiteto in s seboj prinesli svojo kulturo in tradicijo; liberijska ustava in zastava sta bili oblikovani po ameriški, glavno mesto pa je bilo poimenovano po podporniku ACS in ameriškem predsedniku Jamesu Monroeju. Liberija je 26. julija 1847 razglasila neodvisnost, ki so jo ZDA priznale šele 5. februarja 1862. 3. januarja 1848 je bil Joseph Jenkins Roberts, premožen, svobodno rojen Afroameričan iz ameriške zvezne države Virginija, ki se je naselil v Liberiji, po razglasitvi neodvisnosti, izvoljen za prvega predsednika Liberije.
Liberija je bila prva afriška republika, ki je razglasila neodvisnost, in je prva ter najstarejša sodobna republika v Afriki. Bila je ena redkih držav, ki je v času dirke za Afriko ohranila svojo suverenost. Med drugo svetovno vojno je Liberija podpirala vojna prizadevanja Združenih držav proti Nemčiji, v zameno pa je prejela znatne ameriške naložbe v infrastrukturo, ki so pripomogle k blaginji in razvoju države. Predsednik William Tubman je spodbujal gospodarske in politične spremembe, ki so povečale blaginjo in mednarodno prepoznavnost države; Liberija je bila ustanovna članica Lige narodov, Združenih narodov in Organizacije afriške enotnosti.
Ameriško-liberijski naseljenci se niso dobro razumeli z domorodnimi ljudstvi, na katera so naleteli, zlasti s tistimi, ki so živela v bolj izolirani notranjosti. Kolonialne naselbine so napadali Kruji in Greboji iz svojih notranjih položajev. Američani in Liberijci so spodbujali verske organizacije k ustanavljanju misijonov in šol za izobraževanje domačega prebivalstva. Američani in Liberijci so se oblikovali v majhno elito, ki je imela nesorazmerno veliko politično moč; avtohtoni Afričani do leta 1904 niso imeli pravice do državljanstva v lastni deželi.
Leta 1980 je zaradi političnih napetosti, ki so nastale pod vladavino Williama R. Tolberta, prišlo do vojaškega udara, med katerim je bil Tolbert ubit, kar je pomenilo konec ameriško-liberijske vladavine v državi in začetek več kot dveh desetletij politične nestabilnosti. Po petih letih vojaške vladavine Sveta narodne odrešitve in petih letih civilne vladavine Nacionalne demokratske stranke Liberije sta sledili prva in druga liberijska državljanska vojna. Posledično je umrlo 250.000 ljudi (približno 8 % prebivalstva), še več jih je bilo razseljenih, liberijsko gospodarstvo pa se je zmanjšalo za 90 %. Mirovni sporazum iz leta 2003 je pripeljal do demokratičnih volitev leta 2005, na katerih je bila za predsednico izvoljena Ellen Johnson Sirleaf, ki se je zapisala v zgodovino kot prva ženska predsednica na celini. Konflikti in izbruh virusa ebole v letih 2013-2016 so močno prizadeli nacionalno infrastrukturo in osnovne socialne storitve, tako da je leta 2015 83 % prebivalstva živelo pod mednarodnim pragom revščine.

## Zgodovina

### Avtohtoni prebivalci
Michael Omolewa je potrdil prisotnost artefaktov iz starejše kamene dobe Oldowan v Zahodni Afriki, ki dokazujejo prisotnost starodavnih ljudi.
Nedatirani acheuleanski (ESA) artefakti so dobro dokumentirani po vsej Zahodni Afriki. Kronometrični zapisi srednje kamene dobe (MSA) kažejo, da so bile tehnologije jedra in lističev v Zahodni Afriki prisotne vsaj od srednjega pleistocena (~780–126 tisoč let nazaj ali ka) v severnih, odprtih sahelijskih območjih in da so se ohranile do meje med koncem pleistocena in holocenom (~12ka) v severnih in južnih območjih Zahodne Afrike. To je najmlajši primerek takšne MSA tehnologije v Afriki. Prisotnost populacij MSA v gozdovih ostaja odprto vprašanje, vendar so tehnološke razlike lahko povezane z različnimi ekološkimi območji. Populacije iz pozne kamene dobe (LSA) dokazujejo precejšnjo tehnološko diverzifikacijo, vključno z mikrolitskimi in makrolitskimi tradicijami.
Podatki kažejo, da se akeramične in keramične zbirke pozne kamene dobe (LSA) v Zahodni Afriki kronološko prekrivajo in da je spreminjanje gostote mikrolitske industrije od obale proti severu geografsko strukturirano. Te značilnosti lahko predstavljajo družbena omrežja ali neko obliko kulturne difuzije, povezane s spreminjajočimi se ekološkimi pogoji.
Mikrolitska industrija s keramiko je postala pogostejša sredi holocena, skupaj z očitno intenzivnejšim izkoriščanjem divje hrane. Med ~4–3,5ka so se te družbe postopoma preoblikovale v proizvajalce hrane, verjetno zaradi stikov s severnimi pastirji in poljedelci, saj je okolje postalo bolj sušno. Vendar so lovci in nabiralci v bolj gozdnatih predelih Zahodne Afrike preživeli še veliko dlje, kar priča o trdnosti ekoloških meja v tej regiji.

### Širitev ljudstva Mande
Obalo popra, znano tudi kot Obala zrnja, so avtohtona afriška ljudstva naseljevala že vsaj od 12. stoletja dalje. Mandeji so se iz Sudana širili proti zahodu in izrinili številne manjše etnične skupine na jug proti Atlantskemu oceanu. Deji, Basi, Kruji, Goli in Kisiji so bila nekatera od prvih dokumentiranih ljudstev na tem območju.
Priliv teh skupin je bil še večji zaradi propada zahodnosudanskega Malijskega imperija leta 1375 in Songajskega imperija leta 1591. Ker so se notranja območja izsuševala, so se prebivalci preselili na bolj vlažno obalo. Ti novi prebivalci so iz Malijskega in Songajskega imperija prinesli znanja, kot so predenje bombaža, tkanje blaga, taljenje železa, gojenje riža in sirka ter družbene in politične institucije. Kmalu po tem, ko so regijo osvojili Maneji, so se v okraju Grand Cape Mount priselili pripadniki ljudstva Vaj iz nekdanjega Malijskega imperija. Kruji so nasprotovali prihodu Vajov in sklenili zavezništvo z Mani, da bi ustavili njihov nadaljnji prihod.
Ljudje ob obali so gradili kanuje in trgovali z drugimi Zahodnoafričani od Zelenega rta do Obale zlata. Arabski trgovci so v regijo vstopili s severa, dolgoletna trgovina s sužnji pa je ujetnike odpeljala v severno in vzhodno Afriko.

### Zgodnja kolonizacija
Od leta 1461 do konca 17. stoletja so imeli portugalski, nizozemski in britanski trgovci v regiji stike in trgovske postojanke. Portugalci so območje poimenovali Costa da Pimenta ("Obala popra"), pozneje pa se je zaradi obilja zrn popra Aframomum melegueta območje postalo znano pod imenom Obala zrnja. Evropski trgovci so z lokalnim prebivalstvom menjavali blago in dobrine.
V Združenih državah Amerike je na prehodu med 18. in 19. stoletjem začelo nastajati gibanje za naselitev svobodnih barvnih ljudi, tako svobodno rojenih kot nekdaj zasužnjenih, v Afriki. Razlog za to je bila rasna diskriminacija, ki se je kazala v obliki odvzema političnih pravic ter odrekanja državljanskih, verskih in socialnih pravic. Leta 1816 ustanovljeno Ameriško kolonizacijsko družbo (ACS) so sestavljali predvsem kvekerji in lastniki sužnjev. Kvekerji so verjeli, da bodo imeli črnci v Afriki boljše možnosti za svobodo kot v ZDA. Medtem ko so sužnjelastniki nasprotovali svobodi zasužnjenih ljudi, so "repatriacijo" svobodnih barvnih ljudi razumeli kot način za preprečevanje upora sužnjev.
Leta 1822 je Ameriška kolonizacijska družba začela prostovoljno pošiljati svobodne barvne ljudi na Obalo popra, da bi tam ustanovila kolonijo. Umrljivost zaradi tropskih bolezni je bila zelo visoka — od 4571 izseljencev, ki so prispeli v Liberijo med letoma 1820 in 1843, jih je preživelo le 1819. Do leta 1867 je ACS (in z njo povezane državne podružnice) pomagala pri selitvi več kot 13.000 barvnih prebivalcev iz Združenih držav in Karibov v Liberijo. Ti svobodni Afroameričani in njihovi potomci so se poročali v svoji skupnosti in se opredeljevali kot Amero-Liberijci. Mnogi so bili mešane rase in izobraženi v ameriški kulturi; niso se identificirali z domorodci iz plemen, ki so jih srečali. V kolonialni skupnosti so se večinoma poročali med seboj in ustvarili etnično skupino, ki je imela kulturno tradicijo, prežeto z ameriškimi koncepti političnega republikanizma in protestantskega krščanstva.
ACS, ki so jo podpirali ugledni ameriški politiki, kot so Abraham Lincoln, Henry Clay in James Monroe, je menila, da je "repatriacija" boljša od tega, da osvobojeni sužnji ostanejo v Združenih državah. Podobne državne organizacije so ustanovile kolonije kot so Mississippi v Afriki, Kentucky v Afriki in Republika Maryland, ki jo je Liberija kasneje priključila. Vendar je Lincoln leta 1862 Liberijo označil za uspeh le "v določenem smislu" in namesto tega predlagal, da se svobodnim ljudem druge barve kože pomaga pri izselitvi v Chiriquí, ki je danes del Paname.
Amero-liberijski priseljenci se niso dobro razumeli z domorodnimi ljudstvi, na katera so naleteli, zlasti s tistimi, ki so živeli v skupnostih v bolj izoliranem "bušu". Kolonialne naselbine so napadali Kruji in Grebi iz njihovih notranjih položajev. Srečanja z afriškimi plemeni v bušu so bila pogosto nasilna. Ker so bili prepričani, da so drugačni ter kulturno in izobrazbeno boljši od avtohtonih ljudstev, so se Amero-Liberijci razvili v elitno manjšino, ki je ustvarila in obdržala politično oblast. V zavestnem prizadevanju, da bi posnemali ameriški jug, so amero-liberijski priseljenci sprejeli oblačila, kot so krila z obročki in fraki, ter izključili domorodce iz gospodarskih priložnosti, vključno z ustanavljanjem plantaž, na katerih so bili domorodci prisiljeni delati kot sužnji. Avtohtona plemena do leta 1904 niso imela pravice do državljanstva v svoji lastni deželi. Amero-Liberijci so spodbujali verske organizacije k ustanavljanju misijonov in šol za izobraževanje domorodnih ljudstev.

### Politično oblikovanje
26. julija 1847 so naseljenci izdali deklaracijo o neodvisnosti in razglasili ustavo. Na podlagi političnih načel ustave Združenih držav Amerike je bila ustanovljena neodvisna Republika Liberija. Združeno kraljestvo je bilo prva država, ki je priznala neodvisnost Liberije. Združene države Amerike so Liberijo priznale šele leta 1862, potem ko so južne države, ki so imele močno politično moč v ameriški vladi, razglasile svojo odcepitev in ustanovitev Konfederacije.
Vodstvo nove države so večinoma sestavljali Amero-Liberijci, ki so sprva vzpostavili politično in gospodarsko prevlado na obalnih območjih, ki jih je kupila ACS; pri razvoju teh območij in s tem povezane trgovine so vzdrževali stike z ameriškimi partnerji. Leta 1865 so sprejeli zakon o vstopnih pristaniščih, ki je prepovedal tujo trgovino s plemeni v notranjosti države, da bi domnevno "spodbudili rast civiliziranih vrednot", preden bi bila takšna trgovina v regiji dovoljena.
Do leta 1877 je bila stranka True Whig najmočnejši politični subjekt v državi. Sestavljali so jo predvsem Amero-Liberijci, ki so ohranili družbeno, gospodarsko in politično prevlado vse do 20. stoletja ter ponovili vzorce evropskih kolonistov v drugih afriških državah. Tekmovanje za položaj je bilo običajno omejeno znotraj stranke; strankarska kandidatura je praktično zagotavljala izvolitev.
Zaradi pritiska Združenega kraljestva, ki je nadzorovalo Sierro Leone na severozahodu, in Francije, ki je imela interese na severu in vzhodu, je Liberija izgubila pravico do obsežnih ozemelj. Sierra Leone in Slonokoščena obala sta si priključili ozemlja. Liberija si je prizadevala pritegniti naložbe za razvoj infrastrukture in večjega industrijskega gospodarstva.
Konec 19. stoletja je proizvodnja liberijskega blaga upadla, vlada pa se je spopadala s finančnimi težavami, zaradi česar se je zadolžila za številna mednarodna posojila. 16. julija 1892 se je Martha Ann Erskine Ricks na Windsorskem gradu srečala s kraljico Viktorijo in ji podarila ročno izdelano odejo, prvo diplomatsko darilo Liberije. Ricks, ki se je rodila v suženjstvu v Tennesseeju, je dejala: »Že kot otrok sem pogosto slišala, kako dobra je bila kraljica do mojih ljudi—sužnjev—in kako si je želela, da bi bili svobodni.«

### Začetek 20. stoletja
Ameriški in drugi mednarodni interesi so poudarjali pridobivanje virov, pri čemer je bila proizvodnja gume v začetku 20. stoletja glavna industrija. Leta 1914 je cesarska Nemčija predstavljala tri četrtine liberijske trgovine. To je skrbelo britanske kolonialne oblasti Sierre Leone ter francoske kolonialne oblasti Francoske Gvineje in Slonokoščene obale, saj so se napetosti z Nemčijo večale.

#### Svetovni vojni in medvojno obdobje
Liberija je med prvo svetovno vojno ostala nevtralna do 4. avgusta 1917, ko je napovedala vojno Nemčiji. Kasneje je bila ena od 32 držav, ki so sodelovale na pariški mirovni konferenci leta 1919, s katero se je končala vojna in ustanovila Liga narodov; Liberija je bila med redkimi afriškimi in nezahodnimi državami, ki so sodelovale na konferenci in pri ustanovitvi Lige narodov.
Leta 1927 so volitve v državi ponovno pokazale moč stranke True Whig, volilni postopki pa so bili označeni za ene najbolj prirejenih doslej; zmagovalni kandidat je prejel več kot 15-krat več glasov od števila volilnih upravičencev. (Poraženec je dejansko prejel približno 60 % glasov volilnih upravičencev.)
Kmalu zatem je zaradi obtožb o sodobnem suženjstvu v Liberiji Liga narodov ustanovila Christyjevo komisijo. Ugotovitve so vključevale vpletenost vlade v razširjeno "prisilno ali obvezno delo". Predvsem manjšinske etnične skupine so bile izkoriščane v sistemu, ki je obogatil dobro povezane elite. Zaradi poročila sta odstopila predsednik Charles D. B. King in podpredsednik Allen N. Yancy.
Sredi 20. stoletja se je Liberija z ameriško pomočjo začela postopoma modernizirati. Med drugo svetovno vojno so Združene države Amerike močno izboljšale infrastrukturo, da bi podprle svoja vojaška prizadevanja v Afriki in Evropi proti Nemčiji. Pred vstopom v drugo svetovno vojno je v okviru programa Lend-Lease zgradila prosto pristanišče Monrovija in mednarodno letališče Roberts.
Po vojni je predsednik William Tubman spodbujal tuje naložbe, tako da je Liberija v 50. letih dosegla drugo najvišjo stopnjo gospodarske rasti na svetu. Država se je začela aktivneje vključevati tudi v mednarodne zadeve: leta 1945 je bila ustanovna članica Združenih narodov ter postala glasna kritičarka južnoafriškega režima apartheida. Kot ena redkih afriških držav, ki se je izognila kolonizaciji, je bila zagovornica neodvisnosti Afrike od evropskih kolonialnih sil in panafrikanizma ter je hkrati pomagala financirati Organizacijo afriške enotnosti.

### Politična nestabilnost ob koncu 20. stoletja
12. aprila 1980 je vojaški udar, ki ga je vodil narednik Samuel Doe iz etnične skupine Krahn, strmoglavil in ubil predsednika Williama R. Tolberta mlajšega. Doe in drugi zarotniki so kasneje usmrtili večino Tolbertovega kabineta ter druge ameriško-liberalne vladne uradnike in člane stranke True Whig. Voditelji državnega udara so ustanovili Svet narodne rešitve (PRC), da bi vodil državo. Doe, strateški zaveznik Zahoda med hladno vojno, je prejel znatno finančno podporo Združenih držav, medtem ko so kritiki obsojali PRC zaradi korupcije in politične represije.
Ko je Liberija leta 1985 sprejela novo ustavo, je bil Doe na naslednjih volitvah, ki so bile mednarodno obsojene kot nepoštene, izvoljen za predsednika. 12. novembra 1985 je Thomas Quiwonkpa izvedel neuspeli protidržavni udar in njegovi vojaki so za kratek čas zasedli nacionalno radijsko postajo. Vladna represija se je v odgovor okrepila, saj so Doejeve enote v okraju Nimba usmrtile pripadnike etničnih skupin Gio in Mano.
Narodna domoljubna fronta Liberije (NPFL), uporniška skupina pod vodstvom Charlesa Taylorja, je decembra 1989 ob podpori sosednjih držav, kot sta Burkina Faso in Slonokoščena obala, sprožila upor proti Doejevi vladi. To je sprožilo prvo liberijsko državljansko vojno. Septembra 1990 so Doejeve sile nadzorovale le majhno območje tik pred prestolnico in še isti mesec so uporniške sile Doeja ujele in usmrtile.
Uporniki so se kmalu razdelili na različne frakcije, ki so se borile druga proti drugi. Skupina za spremljanje gospodarske skupnosti v okviru Gospodarske skupnosti zahodnoafriških držav je organizirala vojaško operacijsko skupino za posredovanje v krizi. Med letoma 1989 in 1997 je umrlo približno 60.000 do 80.000 Liberijcev, do leta 1996 pa je bilo približno 700.000 ljudi razseljenih v begunska taborišča v sosednjih državah. Leta 1995 so sprte strani sklenile mirovni sporazum, po katerem je bil Taylor leta 1997 izvoljen za predsednika.
Pod Taylorjevim vodstvom je Liberija postala mednarodno znana kot malopridna država, saj je s krvavimi diamanti in nezakonitim izvozom lesa financirala Združeno revolucionarno fronto v državljanski vojni v Sierri Leone. Druga liberijska državljanska vojna se je začela leta 1999, ko je uporniška skupina Liberijci združeni za spravo in demokracijo (LURD), ki je imela sedež na severozahodu države, sprožila oborožen upor proti Taylorju.

### 21. stoletje
Marca 2003 je druga uporniška skupina, Gibanje za demokracijo v Liberiji, začela napade na Taylorja z jugovzhoda. Junija istega leta so se v Akri začeli mirovni pogovori med obema frakcijama, še isti mesec pa je posebno sodišče za Sierro Leone Taylorja obtožilo zločinov proti človeštvu. Julija 2003 so uporniki začeli napad na Monrovijo. Pod hudim pritiskom mednarodne skupnosti in domačega gibanja Množična akcija žensk Liberije za mir je Taylor avgusta 2003 odstopil in odšel v izgnanstvo v Nigerijo. Še isti mesec je bil podpisan mirovni sporazum.
Misija Združenih narodov v Liberiji se je začela septembra 2003, da bi zagotovila varnost in nadzorovala mirovni sporazum, oktobra naslednje leto pa je oblast prevzela začasna vlada. Volitve, ki so sledile leta 2005, so mednarodno veljale za najbolj svobodne in poštene v zgodovini Liberije. Ellen Johnson Sirleaf, ekonomistka in nekdanja finančna ministrica, ki je diplomirala v ZDA, je bila izvoljena za prvo žensko predsednico v Afriki. Sirleafova je ob inavguraciji zahtevala izročitev Taylorja iz Nigerije in ga predala SCSL za sojenje v Haagu.
Leta 2006 je vlada ustanovila komisijo za resnico in spravo, ki naj bi obravnavala vzroke in zločine državljanske vojne.
Leta 2011 je predsednica Ellen Johnson Sirleaf 26. julij razglasila za nacionalni dan neodvisnosti.
Po splošnih volitvah v Liberiji leta 2017 je 22. januarja 2018 kot predsednik prisegel nekdanji profesionalni nogometni napadalec George Weah, eden najboljših afriških igralcev vseh časov, in postal četrti najmlajši predsednik v Afriki. Inavguracija je pomenila prvo popolnoma demokratično tranzicijo v Liberiji po 74 letih. Weah je kot glavne cilje svojega predsedovanja navedel boj proti korupciji, reformo gospodarstva, boj proti nepismenosti in izboljšanje življenjskih razmer.

## Geografija
Liberija leži v Zahodni Afriki in na jugozahodu meji na Severnoatlantski ocean. Leži med 4° in 9° severne širine ter 7° in 12° zahodne dolžine.
Za pokrajino so značilne večinoma ravne do razgibane obalne ravnice z mangrovami in močvirji, ki se na severovzhodu dvigajo v razgibano planoto in nizke gore.
Hribe pokrivajo tropski deževni gozdovi, medtem ko na severnih delih prevladujejo slonja trava in delno listnati gozdovi. Ekvatorialno podnebje na jugu države je vroče vse leto, z obilnimi padavinami od maja do oktobra, s kratkim vmesnim obdobjem sredi julija in avgusta. V zimskih mesecih od novembra do marca v notranjost države pihajo suhi vetrovi harmatan, polni prahu, ki prebivalcem povzročajo številne težave.
Liberijsko razvodje se ponavadi premika proti jugozahodu proti morju, ko se novi nalivi pomikajo po gozdnati planoti ob notranjem gorskem območju Guinée Forestière v Gvineji. V Cape Mountu blizu meje s Sierro Leone pade največ padavin v državi.
Glavno severozahodno mejo Liberije prečka reka Mano, jugovzhodno pa reka Cavalla. Tri največje reke Liberije so Saint Paul, ki izvira v bližini Monrovije, Saint John pri Buchananu in Cestos, ki se vse izlivajo v Atlantik. Cavalla je s 515 km najdaljša reka v državi.
Najvišja točka v Liberiji je gora Wuteve na 1440 m nadmorske višine v severozahodni Liberiji, ki je del zahodnoafriškega gorovja in Gvinejskega višavja. Gora Nimba v bližini Yekepe je sicer z 1752 m višja, vendar ni v celoti v Liberiji, saj Nimba meji na Gvinejo in Slonokoščeno obalo ter je tudi njuna najvišja gora.

### Gozdovi
Gozdovi na obali so večinoma sestavljeni iz mangrov, ki so odporne na sol, medtem ko se v redkeje poseljeni notranjosti države gozdovi odpirajo na planoto s suhimi travišči. Podnebje je ekvatorialno, z veliko padavinami v deževnem obdobju od maja do oktobra in ostrimi vetrovi harmatan v preostalem delu leta. V Liberiji je približno štirideset odstotkov preostalega deževnega gozda Zgornje Gvineje. Gozd je bil v začetku 20. stoletja pomembna za proizvodnjo kavčuka. V Liberiji so štiri kopenske ekoregije: gvinejski gorski gozdovi, zahodnogvinejski nižinski gozdovi, gvinejski gozdno-savanski mozaik in gvinejske mangrove. Povprečna ocena indeksa celovitosti gozdne krajine za leto 2019 je 4,79/10, kar Liberijo uvršča na 116. mesto na svetu med 172 državami.

### Upravne enote
Liberija je razdeljena na petnajst okrajev (county), ta pa so razdeljena na skupno 90 okrožij (district), ki so nadalje razdeljena na klane (clan). Najstarejša okraja sta Grand Bassa in Montserrado, ki sta bila ustanovljena leta 1839 pred liberijsko neodvisnostjo. Gbarpolu je najnovejši okraj, ustanovljen leta 2001. Okraj Nimba je največji med okraji in meri 11.551 km2, okraj Montserrado pa je najmanjši in meri 1909 km2. Montserrado je tudi najbolj naseljen okraj z 1.144.806 prebivalci po popisu iz leta 2008.
Petnajst okrajev upravljajo superintendenti, ki jih imenuje predsednik. Ustava predvideva volitve različnih poglavarjev na okrajni in lokalni ravni, vendar zaradi vojne in finančnih omejitev te volitve niso bile izvedene že od leta 1985.
Vzporedno z upravno delitvijo države potekajo tudi lokalne in občinske delitve. Liberija trenutno nima ustavnega okvira ali enotnih zakonov, ki bi urejali ustanavljanje ali ukinjanje lokalnih oblasti. Vse obstoječe lokalne uprave – mesta, mestna okrožja in občine – so bile ustanovljene s posebnimi zakoni liberijske vlade, zato se struktura in naloge/odgovornosti posameznih lokalnih uprav med seboj zelo razlikujejo.
| Št. na zemljevidu | Okraj            | Glavno mesto | Prebivalstvo (2008) | Površina (km2) | Število okrožij | Leto ustanovitve |
| ----------------- | ---------------- | ------------ | ------------------- | -------------- | --------------- | ---------------- |
| 1                 | Bomi             | Tubmanburg   | 82.036              | 1942 km²       | 4               | 1984             |
| 2                 | Bong             | Gbarnga      | 328.919             | 8772 km²       | 12              | 1964             |
| 3                 | Gbarpolu         | Bopolu       | 83.758              | 9689 km²       | 6               | 2001             |
| 4                 | Grand Bassa      | Buchanan     | 224.839             | 7936 km²       | 8               | 1839             |
| 5                 | Grand Cape Mount | Robertsport  | 129.055             | 5162 km²       | 5               | 1844             |
| 6                 | Grand Gedeh      | Zwedru       | 126.146             | 10484 km²      | 3               | 1964             |
| 7                 | Grand Kru        | Barclayville | 57.106              | 3895 km²       | 18              | 1984             |
| 8                 | Lofa             | Voinjama     | 270.114             | 9982 km²       | 6               | 1964             |
| 9                 | Margibi          | Kakata       | 199.689             | 2616 km²       | 4               | 1985             |
| 10                | Maryland         | Harper       | 136.404             | 2297 km²       | 2               | 1857             |
| 11                | Montserrado      | Bensonville  | 1.144.806           | 1909 km²       | 4               | 1839             |
| 12                | Nimba            | Sanniquellie | 468.088             | convert km²    | 6               | 1964             |
| 13                | Rivercess        | Rivercess    | 65.862              | 5594 km²       | 6               | 1985             |
| 14                | River Gee        | Fish Town    | 67.318              | 5113 km²       | 6               | 2000             |
| 15                | Sinoe            | Greenville   | 104.932             | 10.137 km²     | 17              | 1843             |

### Okoljski problemi
V Liberiji se ogrožene vrste lovijo za prehrano ljudi. Med vrstami, ki jih v Liberiji lovijo za hrano, so sloni, pritlikavi povodni konj, navadni šimpanzi, leopardi, huleži in druge opice. Kljub prepovedi čezmejne prodaje divjih živali se njihovo meso pogosto izvaža v sosednji Sierro Leone in Slonokoščeno obalo.
V Liberiji se pogosto uživa meso divjih živali, ki velja za poslastico. Raziskava javnega mnenja iz leta 2004 je pokazala, da je med prebivalci glavnega mesta Monrovija meso divjih živali kot priljubnostni vir beljakovin na drugem mestu za ribami. V gospodinjstvih, v katerih so pripravljali meso divjih živali, je 80 % prebivalcev odgovorilo, da so ga pripravljali "občasno", 13 % ga je pripravljalo enkrat na teden, 7 % pa vsak dan. Raziskava je bila izvedena med zadnjo državljansko vojno, zdaj pa naj bi bilo uživanje mesa divjih živali veliko večje.
Liberija je svetovna vroča točka biotske raznovrstnosti—pomemben rezervoar biotske raznovrstnosti, ki jo ogroža človek.
Požigalniško kmetijstvo je ena od človekovih dejavnosti, ki uničujejo naravne gozdove Liberije. V poročilu ZN iz leta 2004 je bilo ocenjeno, da 99 % Liberijcev za kuhanje in ogrevanje kuri oglje in drva, kar povzroča krčenje gozdov.
Od konca druge državljanske vojne leta 2003 se je v Liberiji povečala nezakonita sečnja. Leta 2012 je predsednica Sirleaf podjetjem izdala dovoljenja za posek 58 % vsega primarnega deževnega gozda, ki je ostal v Liberiji. Po mednarodnih protestih so bila številna dovoljenja za sečnjo preklicana. Septembra 2014 sta Liberija in Norveška sklenili sporazum, po katerem je Liberija v zameno za 150 milijonov dolarjev razvojne pomoči opustila sečnjo.
Onesnaževanje je v Monroviji velik problem. Od leta 2006 mednarodna skupnost prek Svetovne banke plačuje vse stroške zbiranja in odstranjevanja smeti v Monroviji.

#### Podnebne spremembe
Podnebne spremembe v Liberiji povzročajo številne težave, saj je Liberija še posebej občutljiva na podnebne spremembe. Tako kot mnoge druge afriške države se tudi Liberija sooča z obstoječimi okoljskimi vprašanji in izzivi trajnostnega razvoja. Zaradi svoje lege v Afriki je ranljiva za ekstremne vremenske razmere, obalne učinke dvigovanja morske gladine ter spreminjanje vodnih sistemov in razpoložljivosti vode.
Podnebne spremembe bodo po pričakovanjih močno vplivale na gospodarstvo Liberije, zlasti na kmetijstvo, ribištvo in gozdarstvo. Liberija dejavno sodeluje pri spremembah mednarodne in lokalne politike v zvezi s podnebnimi spremembami.

## Politika
Liberijska vlada, ki je oblikovana po vzoru vlade Združenih držav Amerike, je unitarna ustavna republika in predstavniška demokracija, kot jo določa ustava. Vlada ima tri soodvisne veje oblasti: izvršilno, ki jo vodi predsednik, zakonodajno, ki jo sestavlja dvodomni liberijski zakonodajni organ, in sodno, ki jo sestavljajo vrhovno sodišče in več nižjih sodišč.
Predsednik je vodja vlade in države ter vrhovni poveljnik liberijskih oboroženih sil. Med drugimi predsednikovimi nalogami je tudi podpisovanje zakonskih predlogov ali veto nanje, pomilostitev ter imenovanje članov kabineta, sodnikov in drugih javnih uslužbencev. Predsednik je skupaj s podpredsednikom izvoljen za šest let z večino glasov v dvokrožnem sistemu in ima lahko največ dva mandata.
Zakonodajno oblast sestavljata senat in predstavniški dom. Predstavniški dom, ki ga vodi predsednik, ima 73 članov, ki so razdeljeni med 15 okraji na podlagi nacionalnega popisa prebivalstva, pri čemer ima vsako okrožje najmanj dva člana. Vsak član predstavniškega doma predstavlja volilno okrožje v okraju, ki ga določi nacionalna volilna komisija, in je izvoljen z večino glasov volivcev v svojem okrožju za šestletni mandat. Senat sestavljata po dva senatorja iz vsakega okraja, skupaj torej 30 senatorjev. Senatorji imajo devetletni mandat in so izvoljeni po načelu javnosti z večino glasov volivcev. Podpredsednik opravlja funkcijo predsednika senata, v njegovi odsotnosti pa ga nadomešča začasni predsednik.
Najvišji sodni organ Liberije je vrhovno sodišče, ki ga sestavlja pet članov, vodi pa ga vrhovni sodnik Liberije. Člane sodišča imenuje predsednik, potrdi pa jih senat in služijo do 70. leta starosti. Sodstvo se nadalje deli na okrožna in specializirana sodišča, magistratna sodišča in mirovne sodnike. Sodni sistem je mešanica anglosaškega prava, ki temelji na anglo-ameriškem pravu, in običajnem pravu. Na podeželskih območjih države še vedno obstaja neformalni sistem tradicionalnih sodišč, v katerem je sojenje na podlagi težke preiskušnje še vedno pogosto, čeprav je uradno prepovedano.
Od leta 1877 do leta 1980 je v vladi prevladovala stranka True Whig. Danes je v državi registriranih več kot 20 političnih strank, ki temeljijo predvsem na osebnostih in etničnih skupinah. Večina strank ima slabe organizacijske zmogljivosti. Na volitvah leta 2005 je bilo prvič, da predsednikova stranka ni dobila večine sedežev v zakonodajnem telesu.

### Vojska
Oborožene sile Liberije (AFL) so državne oborožene sile. Vojska je bila ustanovljena leta 1908 kot Liberijska obmejna vojska, leta 1956 pa so jo preimenovali. AFL je praktično v vsej svoji zgodovini prejemala precejšnjo materialno pomoč in pomoč pri usposabljanju iz Združenih držav Amerike. Večino obdobja 1941–1989 so usposabljanje večinoma izvajali ameriški svetovalci, pri čemer so imele pomembno vlogo tudi bojne izkušnje iz druge svetovne vojne. Po resoluciji Varnostnega sveta ZN 1509 septembra 2003 je misija Združenih narodov v Liberiji z enotami iz Gane, Nigerije, Pakistana in Kitajske prispela, da bi preprečila prekinitev ognja in pomagala prehodni nacionalni vladi Liberije pri oblikovanju nove liberijske vojske.

### Zunanji odnosi
Po nemirih, ki so sledili prvi in drugi liberijski državljanski vojni, je notranja stabilizacija Liberije v 21. stoletju prinesla ponovno vzpostavitev prijateljskih odnosov s sosednjimi državami in velikim delom zahodnega sveta. Tako kot v drugih afriških državah je Kitajska pomemben del pokonfliktne obnove.
V preteklosti sta obe liberijski sosedi, Gvineja in Sierra Leone, Liberijo obtožili, da podpira upornike v njunih državah.

### Kazenski pregon in kriminal
Liberijska nacionalna policija je nacionalna policija v državi. Od oktobra 2007 ima 844 policistov na 33 postajah v okraju Montserrado, v katerem je Monrovija. Nacionalna policijska akademija za usposabljanje je v mestu Paynesville. Zgodovina korupcije med policisti zmanjšuje zaupanje javnosti in učinkovitost delovanja. Za notranjo varnost je značilna splošna brezpravnost in nevarnost, da bi nekdanji borci v pozni državljanski vojni ponovno ustanovili milice, ki bi spodbijale civilne oblasti.
V Liberiji so v obdobju po konfliktu posilstva in spolni napadi pogosti. V Liberiji je spolno nasilje nad ženskami med največjimi na svetu. Najpogosteje prijavljeno kaznivo dejanje je posilstvo, ki predstavlja več kot tretjino primerov spolnega nasilja. Najpogosteje so napadena mladoletna dekleta, skoraj 40 % storilcev pa so odrasli moški, ki jih žrtve poznajo.
Tako moška kot ženska homoseksualnost je v Liberiji nezakonita. Liberijski senat je 20. julija 2012 soglasno izglasoval zakonodajo, ki prepoveduje in kriminalizira istospolne poroke.

### Korupcija
Korupcija je razširjena na vseh ravneh liberijske vlade. Ko je predsednica Sirleaf leta 2006 prevzela položaj, je napovedala, da je korupcija »glavni javni sovražnik.« Leta 2014 je ameriški veleposlanik v Liberiji dejal, da korupcija škoduje ljudem zaradi »nepotrebnih stroškov za izdelke in storitve, ki si jih mnogi Liberijci že tako težko privoščijo«.
Na indeksu zaznave korupcije iz leta 2010 je Liberija dosegla 3,3 točke na lestvici od 10 (zelo čista) do 0 (zelo skorumpirana). S tem se je uvrstila na 87. mesto med 178 državami sveta in na 11. mesto med 47 državami podsaharske Afrike. Ta ocena je precejšnja izboljšava od leta 2007, ko je država dosegla oceno 2,1 in se uvrstila na 150. mesto med 180 državami. Kar 89 % Liberijcev pravi, da so morali v stikih z javnimi uslužbenci plačati podkupnino, kar je po podatkih organizacije Global Corruption Barometer iz leta 2010 najvišji odstotek na svetu.

## Gospodarstvo
Liberijska centralna banka je odgovorna za tiskanje in vzdrževanje liberijskega dolarja, osnovne liberijske valute. Liberija je ena najrevnejših držav na svetu, saj je stopnja uradne zaposlenosti 15-odstotna. BDP na prebivalca je bil najvišji leta 1980, ko je znašal 496 USD in je bil primerljiv z egiptovskim (v tistem času). Leta 2011 je nominalni BDP države znašal 1,154 milijarde USD, nominalni BDP na prebivalca pa 297 USD, kar je tretje najnižje na svetu. Liberijsko gospodarstvo je bilo v preteklosti močno odvisno od tuje pomoči, neposrednih tujih naložb in izvoza naravnih virov, kot so železova ruda, kavčuk in les.

### Zgodovina gospodarstva
Po vrhuncu rasti leta 1979 je liberijsko gospodarstvo po državnem udaru leta 1980 zaradi slabega gospodarskega upravljanja začelo vztrajno upadati. Ta upad se je še pospešil z izbruhom državljanske vojne leta 1989; BDP se je med letoma 1989 in 1995 po ocenah zmanjšal za 90 %, kar je eden najhitrejših upadov v zgodovini. Po koncu vojne leta 2003 se je rast BDP začela pospeševati in leta 2007 dosegla 9,4 %. Svetovna finančna kriza je upočasnila rast BDP na 4,6 % v letu 2009, vendar se je zaradi krepitve kmetijskega sektorja, ki jo je spodbudil izvoz kavčuka in lesa, rast povečala na 5,1 % v letu 2010 in pričakovano 7,3 % v letu 2011, s čimer se je gospodarstvo uvrstilo med 20 najhitreje rastočih gospodarstev na svetu.
Trenutne ovire za rast vključujejo majhen domači trg, pomanjkanje ustrezne infrastrukture, visoke stroške prevoza, slabe trgovinske povezave s sosednjimi državami in visoko dolarizacijo gospodarstva. Liberija je od leta 1943 do leta 1982 kot svojo valuto uporabljala ameriški dolar in ga še vedno uporablja poleg liberijskega dolarja.
Po zmanjšanju inflacije v letu 2003 je inflacija leta 2008 zaradi svetovne krize na področju hrane in energije močno narasla in dosegla 17,5 %, nato pa se je leta 2009 znižala na 7,4 %. Liberijski zunanji dolg je bil leta 2006 ocenjen na približno 4,5 milijarde USD, kar je 800 % BDP. Zaradi dvostranskega, večstranskega in komercialnega odpisa dolga med letoma 2007 in 2010 se je zunanji dolg države do leta 2011 zmanjšal na 222,9 milijona USD.
Medtem ko se je uradni izvoz blaga v devetdesetih letih dvajsetega stoletja zmanjšal, saj so številni vlagatelji pobegnili pred državljansko vojno, je liberijsko gospodarstvo v času vojne izkoriščalo bogastvo diamantov v regiji. Država je bila glavni trgovec s krvavimi diamanti iz Sierre Leon, saj je leta 1999 izvozila za več kot 300 milijonov ameriških dolarjev diamantov. Zaradi tega so Združeni narodi leta 2001 prepovedali izvoz liberijskih diamantov, kar je bilo odpravljeno leta 2007 po pristopu Liberije k sistem potrjevanja procesa Kimberley.
Leta 2003 so ZN uvedli dodatne sankcije za liberijski izvoz lesa, ki se je s 5 milijonov USD leta 1997 povečal na več kot 100 milijonov USD leta 2002 in naj bi financiral upornike v Sierri Leone. Te sankcije so bile odpravljene leta 2006. Liberija ima velik primanjkljaj na računu plačilne bilance, ki je leta 2008 dosegla skoraj 60 %, predvsem zaradi tuje pomoči in priliva naložb po koncu vojne. Liberija je leta 2010 pridobila status opazovalke pri Svetovni trgovinski organizaciji, leta 2016 pa je postala njena uradna članica.
Liberija ima najvišje razmerje med neposrednimi tujimi naložbami in BDP na svetu, saj je od leta 2006 bilo vanjo vloženih 16 milijard USD. Po Sirleafovi inavguraciji leta 2006 je Liberija s številnimi multinacionalnimi korporacijami, kot so ArcelorMittal, BHP in Sime Darby, podpisala več več milijard dolarjev vrednih koncesijskih pogodb na področju železove rude in palmovega olja. Podjetja za proizvodnjo palmovega olja, kot sta Sime Darby (Malezija) in Golden Veroleum (ZDA), so bila obtožena, da uničujejo načine preživljanja in razseljujejo lokalne skupnosti, kar jim omogočajo vladne koncesije. Od leta 1926 ima Firestone v Harbelu v okraju Margibi največjo plantažo kavčuka na svetu. Leta 2015 je imel več kot 8000 večinoma liberijskih zaposlenih, kar pomeni, da je največji zasebni delodajalec v državi.

### Zastava ugodnosti za plovila
Liberija ima zaradi svojega statusa zastave ugodnosti za Panamo drugi največji pomorski register na svetu. Pod njeno zastavo je registriranih 3500 plovil, kar predstavlja 11 % vseh ladij na svetu.

### Glavne industrije

#### Kmetijstvo
Kmetijstvo v Liberiji je pomemben sektor gospodarstva države, ki predstavlja 38,8 % BDP, zaposluje več kot 70 % prebivalstva in zagotavlja dragocen izvoz za eno od najmanj razvitih držav na svetu (po opredelitvi ZN). Liberija ima ugodno podnebje za kmetovanje, obsežne gozdove in obilo vode, vendar se zaradi nizkih pridelkov več kot polovica živil uvaža, pri čemer je neto kmetijska trgovina leta 2010 znašala -73,12 milijona USD. Liberijski minister za kmetijstvo je to zavrnil kot »napačno prepričanje«.
Glavni pridelki so naravni kavčuk, riž, maniok, banane in palmovo olje. Tudi les je pomemben izvozni artikel, ki letno doprinese 100 milijonov dolarjev, čeprav je velik del tega lesa posledica netrajnostnega uničevanja habitatov, pri čemer so azijske korporacije kritizirane zaradi svoje vloge. Čeprav se kmetijska dejavnost izvaja na večini podeželskih krajev, je še posebej skoncentrirana na obalnih ravnicah (pridelki za preživetje) in v tropskem gozdu (pridelki za proizvodnjo denarja). Ta sektor je zelo pomemben za ženske, saj so v njem v primerjavi s celotnim gospodarstvom v veliki meri zaposlene.

#### Rudarstvo
Po državljanski vojni, ki se je končala leta 2003, je rudarska industrija v Liberiji ponovno zaživela. Zlato, diamanti in železna ruda so glavni minerali v rudarskem sektorju, za privabljanje tujih naložb pa sta bila sprejeta nova politika razvoja rudnin in rudarski zakonik. Leta 2013 je mineralni sektor predstavljal 11 % BDP v državi, po napovedih Svetovne banke pa se bo do leta 2017 še povečal.
Rudarski sektor velja za glavno gonilo gospodarske rasti države, njegovo izkoriščanje pa je treba ustrezno uravnotežiti s trajnostnim ohranjanjem okolja in bogate biotske raznovrstnosti. Poleg pridobivanja železove rude so za bogatenje gospodarstva države ustrezno pomembni tudi viri cementa, diamantov, zlata in nafte.

#### Telekomunikacije
V Liberiji izhaja šest večjih časopisov, 45 % prebivalstva pa ima mobilne telefone. Velik del liberijske komunikacijske infrastrukture je bil uničen ali izropan med dvema državljanskima vojnama (1989-1996 in 1999-2003). Zaradi nizke stopnje pismenosti odraslih in visoke stopnje revščine je uporaba televizije in časopisov omejena, tako da je radio prevladujoče sredstvo komuniciranja z javnostjo.

#### Promet
Promet v Liberiji obsega 429 km železnic, 10.600 km avtocest (657 km asfaltiranih), morska pristanišča, 29 letališč (2 asfaltirani) in 4 km naftovoda za prevoz nafte. V Monroviji in njeni okolici so glavne oblike prevoza na kopnem avtobusi in taksiji. Na voljo so tudi čarterski čolni.

#### Energija
Javne storitve oskrbe z električno energijo zagotavlja izključno podjetje Liberia Electricity Corporation, ki je v državni lasti in upravlja majhno omrežje skoraj izključno v okrožju Greater Monrovia. Veliko večino električne energije zagotavljajo majhni generatorji v zasebni lasti. Cena električne energije v Liberiji je z 0,54 dolarja na kWh med najvišjimi na svetu. Leta 2013 je Liberija začela uvažati električno energijo iz sosednje Slonokoščene obale in Gvineje prek zahodnoafriškega združenja za oskrbo z električno energijo.
Liberija je začela raziskovati nafto na morju; nedokazane zaloge nafte lahko presegajo milijardo sodov. Vlada je svoje morske vode razdelila na 17 blokov in leta 2004 začela prodajati dovoljenja za raziskovanje v teh blokih na dražbi, nadaljnje dražbe pa so potekale v letih 2007 in 2009. Leta 2011 je bilo razmejenih dodatnih 13 zelo globokih blokov na morju, ki so načrtovani za dražbo. Med podjetji, ki so pridobila dovoljenja, so Repsol YPF, Chevron Corporation in Woodside Petroleum.

## Demografija
Po nacionalnem popisu iz leta 2017 je v Liberiji živelo 4.694.608 ljudi. Od tega jih je 1.118.241 živelo v okraju Montserrado, ki je najbolj naseljen okraj v državi in v katerem je glavno mesto Monrovija. V okrožju Greater Monrovia živi 970.824 prebivalcev. Naslednji po številu prebivalcev je okraj Nimba s 462.026 prebivalci. Po popisu iz leta 2008 je Monrovija več kot štirikrat bolj naseljena kot vsa okrajna glavna mesta skupaj.
Pred popisom leta 2008 je bil zadnji popis prebivalstva opravljen leta 1984 in je štel 2.101.628 prebivalcev. Leta 1962 je bilo v Liberiji 1.016.443 prebivalcev, leta 1974 pa se je število povečalo na 1.503.368. Od leta 2006 je imela Liberija najvišjo stopnjo rasti prebivalstva na svetu (4,50 % na leto). Leta 2010 je bilo približno 43,5 % Liberijcev mlajših od 15 let.

### Etnične skupine
Med prebivalci je 16 avtohtonih etničnih skupin in različne tuje manjšine. Avtohtona ljudstva predstavljajo približno 95 odstotkov prebivalstva. Med 16 uradno priznanimi etničnimi skupinami so Kpelle, Bassa, Mano, Gio ali Dan, Kruji, Grebo, Krahn, Vai, Gola, Mandingo ali Mandinka, Mende, Kissi, Gbandi, Loma, Dei ali Dewoin, Belleh in Amero-Liberijci ali Kongi.
Kpele predstavljajo več kot 20 % prebivalstva in so največja etnična skupina v Liberiji, ki živi predvsem v okraju Bong in sosednjih območjih v osrednji Liberiji. 2,5 % je Američanov in Liberijcev, ki so potomci afriško-ameriških in zahodnoindijskih, večinoma barbadoških priseljencev. Kongovci, potomci vrnjenih kongovskih in afriško-karibskih sužnjev, ki so prišli leta 1825, predstavljajo približno 2,5 % prebivalstva. Slednji dve skupini sta v 19. stoletju vzpostavili politični nadzor, ki sta ga ohranili tudi v 20. stoletju.
Številni priseljenci so prišli kot trgovci in postali pomemben del poslovne skupnosti, med njimi Libanonci, Indijci in drugi zahodnoafriški državljani. Med etničnimi Liberijci in Libanonci je velik odstotek medrasnih porok, zato je zlasti v Monroviji in njeni okolici veliko rasno mešanega prebivalstva. V državi živi manjšina Liberijcev, ki so beli Afričani evropskega porekla. Liberijska ustava izvaja jus sanguinis in omejuje državljanstvo na »črnce ali osebe črnskega porekla.«

### Jeziki
Uradni jezik je angleščina, ki je v Liberiji lingua franca. V Liberiji se govori enaintrideset avtohtonih jezikov, vendar je vsak od njih prvi jezik le za majhen odstotek prebivalstva. Liberijci govorijo tudi različna kreolizirana narečja, ki jih poznamo pod skupnim imenom liberijska angleščina.

### Največja mesta
| Monrovija | 1  | Monrovija | Montserrado | 1.021.762 | Ganta |
| Monrovija | 2  | Gbarnga   | Bong        | 56.986    | Ganta |
| Monrovija | 3  | Buchanan  | Grand Bassa | 50.245    | Ganta |
| Monrovija | 4  | Ganta     | Nimba       | 42.077    | Ganta |
| Monrovija | 5  | Kakata    | Margibi     | 34.608    | Ganta |
| Monrovija | 6  | Zwedru    | Grand Gedeh | 25.349    | Ganta |
| Monrovija | 7  | Harbel    | Margibi     | 25.309    | Ganta |
| Monrovija | 8  | Harper    | Maryland    | 23.517    | Ganta |
| Monrovija | 9  | Pleebo    | Maryland    | 23.464    | Ganta |
| Monrovija | 10 | Foya      | Lofa        | 20.569    | Ganta |

| Etnične skupine v Liberiji | Etnične skupine v Liberiji | Etnične skupine v Liberiji | Etnične skupine v Liberiji | Etnične skupine v Liberiji |
| -------------------------- | -------------------------- | -------------------------- | -------------------------- | -------------------------- |
| Etnične skupine            | Etnične skupine            |                            | delež                      | delež                      |
| Kpeli                      | Kpeli                      |                            | 20.3%                      | 20.3%                      |
| Basi                       | Basi                       |                            | 13.4%                      | 13.4%                      |
| Greboji                    | Greboji                    |                            | 10%                        | 10%                        |
| Gioji                      | Gioji                      |                            | 8%                         | 8%                         |
| Manoji                     | Manoji                     |                            | 7.9%                       | 7.9%                       |
| Kruji                      | Kruji                      |                            | 6%                         | 6%                         |
| Lormi                      | Lormi                      |                            | 5.1%                       | 5.1%                       |
| Kisiji                     | Kisiji                     |                            | 4.8%                       | 4.8%                       |
| Goli                       | Goli                       |                            | 4.4%                       | 4.4%                       |
| Krani                      | Krani                      |                            | 4%                         | 4%                         |
| Vaji                       | Vaji                       |                            | 4%                         | 4%                         |
| Mandinki                   | Mandinki                   |                            | 3.2%                       | 3.2%                       |
| Gbandiji                   | Gbandiji                   |                            | 3%                         | 3%                         |
| Mendeji                    | Mendeji                    |                            | 1.3%                       | 1.3%                       |
| Sapoji                     | Sapoji                     |                            | 1.2%                       | 1.2%                       |
| Beleji                     | Beleji                     |                            | 0.8%                       | 0.8%                       |
| Deji                       | Deji                       |                            | 0.3%                       | 0.3%                       |
| Ostale liberijske          | Ostale liberijske          |                            | 0.6%                       | 0.6%                       |
| Ostale afriške             | Ostale afriške             |                            | 1.4%                       | 1.4%                       |
| Ne-afriške                 | Ne-afriške                 |                            | 0.1%                       | 0.1%                       |

### Vera
| Vera v Liberiji (2010) | Vera v Liberiji (2010) | Vera v Liberiji (2010) | Vera v Liberiji (2010) | Vera v Liberiji (2010) |
| ---------------------- | ---------------------- | ---------------------- | ---------------------- | ---------------------- |
| Vera                   | Vera                   |                        | delež                  | delež                  |
| Protestantizem         | Protestantizem         |                        | 76.3%                  | 76.3%                  |
| Islam                  | Islam                  |                        | 12.2%                  | 12.2%                  |
| Rimskokatoliška cerkev | Rimskokatoliška cerkev |                        | 7.2%                   | 7.2%                   |
| Druga kristjani        | Druga kristjani        |                        | 1.6%                   | 1.6%                   |
| Brezverstvo            | Brezverstvo            |                        | 1.4%                   | 1.4%                   |
| Druge vere             | Druge vere             |                        | 1.3%                   | 1.3%                   |

Po nacionalnem popisu prebivalstva iz leta 2008 je 85,6 % prebivalstva izpovedovalo krščanstvo, muslimani pa so predstavljali 12,2-odstotno manjšino. Večino krščanskega prebivalstva sestavljajo različne protestantske veroizpovedi, kot so luteranska, baptistična, episkopalna, prezbiterijanska, binkoštna, združena metodistična, afriška metodistična episkopalna (AME) in afriška metodistična episkopalna Zion (AME Zion), sledijo pa pripadniki katoliške cerkve in drugi kristjani, ki niso protestanti. Večino teh krščanskih veroizpovedi so prinesli afroameriški naseljenci, ki so se iz Združenih držav Amerike preselili v Liberijo prek Ameriške kolonizacijske družbe, nekatere pa so avtohtone—zlasti binkoštne in evangeličanske protestantske veroizpovedi. Protestantizem je bil sprva povezan s temnopoltimi ameriškimi naseljenci in njihovimi amero-liberijskimi potomci, medtem ko so se domorodna ljudstva sprva držala svojih animističnih oblik afriške tradicionalne religije, preden so večinoma sprejela krščanstvo. Številni Liberijci so sicer kristjani, vendar sodelujejo tudi v tradicionalnih domorodnih skrivnih verskih društvih, ki temeljijo na spolu, kot sta Poro za moške in Sande za ženske. Družba Sande, v kateri živijo samo ženske, izvaja žensko obrezovanje.
Muslimani so leta 2008 predstavljali 12,2 % prebivalstva, večinoma pripadniki etničnih skupin Mandingo in Vai. Liberijski muslimani se delijo na sunite, šiite, ahmadije, sufije in muslimane brez veroizpovedi.
Leta 2008 se je 0,5 % vprašanih opredelilo za pripadnost tradicionalnim domorodnim religijam, 1,5 % pa jih je izjavilo, da so brez veroizpovedi. Majhno število ljudi je bilo bahajcev, hindujcev, sikhov ali budistov.

Liberijska ustava določa svobodo veroizpovedi in vlada to pravico na splošno spoštuje. Čeprav je ločitev cerkve od države določena v ustavi, Liberija v praksi velja za krščansko državo. Javne šole ponujajo biblične študije, čeprav lahko starši svoje otroke izločijo. Trgovanje je zakonsko prepovedano ob nedeljah in večjih krščanskih praznikih. Vlada od podjetij ali šol ne zahteva, da muslimanom opravičijo petkovo molitev.

## Izobrazba
Leta 2010 je bila stopnja pismenosti v Liberiji ocenjena na 60,8 % (64,8 % za moške in 56,8 % za ženske). Na nekaterih območjih je osnovno in srednješolsko izobraževanje brezplačno in obvezno od šestega do šestnajstega leta starosti, čeprav je nadzor nad obiskovanjem pouka pomanjkljiv. Na drugih območjih morajo otroci za obiskovanje šole plačati šolnino. Otroci se v povprečju izobražujejo 10 let (11 let dečki in 8 let deklice). Izobraževalni sektor v državi ovirajo neustrezne šole in oprema ter pomanjkanje usposobljenih učiteljev.
Visokošolsko izobraževanje zagotavljajo številne javne in zasebne univerze. Liberijska univerza je največja in najstarejša univerza v državi. Univerza se nahaja v Monroviji in je bila odprta leta 1862. Danes ima šest fakultet, vključno z medicinsko fakulteto in edino pravno fakulteto v državi, Louis Arthur Grimes School of Law.
Leta 2009 je bila v Harperju v okraju Maryland ustanovljena Tubmanova univerza kot druga javna univerza v Liberiji. Od leta 2006 je vlada odprla tudi višje šole v Buchananu, Sanniquellieju in Voinjami.
Zaradi študentskih protestov konec oktobra 2018 je novoizvoljeni predsednik George M. Weah ukinil šolnine za dodiplomske študente na javnih univerzah v Liberiji.

### Zasebne univerze
- Univerzo Cuttington je leta 1889 ustanovila Episkopalna cerkev ZDA v Suakoku v okraju Bong kot del svojega misijonarskega izobraževalnega dela med domorodnimi ljudstvi. To je najstarejša zasebna univerza v državi.
- Stella Maris Polytechnic, zasebna visokošolska ustanova po srednji šoli. Šola je bila ustanovljena leta 1988 in je v lasti rimskokatoliške nadškofije Monrovija. Šola se nahaja na Capitol Hillu in ima približno 2000 učencev.[167]
- Adventistična univerza Zahodne Afrike, višješolsko izobraževalno okolje, ki se nahaja v okraju Margibi, na mednarodnem letališču Roberts.[168]
- Združeno metodistična univerza, zasebna krščanska univerza v Liberiji v Zahodni Afriki, je med domačini splošno znana kot UMU. Leta 2016 je imela približno 9118 učencev. Ta institucija je bila ustanovljena leta 1998.[169]
- Afriška metodistična episkopalna univerza, zasebna visokošolska ustanova, ki je bila ustanovljena leta 1995.[170]
- St. Clements University College (Liberija), zasebna visokošolska ustanova, ki je bila ustanovljena leta 2008.[171]

## Zdravstvo
Med bolnišnicami v Liberiji so Medicinski center Johna F. Kennedyja v Monroviji in številne druge. Pričakovana življenjska doba v Liberiji je bila leta 2012 ocenjena na 57,4 leta. Ob rodnosti 5,9 rojstev na žensko je stopnja umrljivosti mater leta 2010 znašala 990 na 100.000 rojstev. Razširjene so številne zelo nalezljive bolezni, vključno s tuberkulozo, diarejo in malarijo. Leta 2007 je bila stopnja okužbe s HIV 2 % prebivalstva, starega od 15 do 49 let, leta 2008 pa je bila pojavnost tuberkuloze 420 na 100.000 prebivalcev. Približno 58,2 % do 66 % žensk naj bi bilo podvrženih pohabljanju ženskih spolnih organov.
Liberija uvozi 90 % riža, ki je osnovno živilo, in je zelo ranljiva za pomanjkanje hrane. Leta 2007 je bilo podhranjenih 20,4 % otrok, mlajših od pet let. Leta 2008 je imelo le 17 % prebivalcev dostop do ustreznih sanitarij.
Do konca državljanske vojne leta 2003 je bilo uničenih približno 95 % zdravstvenih ustanov v državi. Leta 2009 so državni izdatki za zdravstveno varstvo na prebivalca znašali 22 USD in so predstavljali 10,6 % celotnega BDP. Leta 2008 je bil v Liberiji le en zdravnik in 27 medicinskih sester na 100.000 prebivalcev.
Leta 2014 se je izbruh virusa ebola v Gvineji razširil v Liberijo. Do 17. novembra 2014 je bilo potrjenih 2812 smrti zaradi izbruha. V začetku avgusta 2014 je Gvineja zaprla meje z Liberijo, da bi pomagala zajeziti širjenje virusa, saj je bilo več novih primerov prijavljenih v Liberiji kot v Gvineji. 9. maja 2015 je bila Liberija po šestih tednih brez novih primerov razglašena za državo brez ebole.
Po podatkih poročila Inštituta za razvoj čezmorskih držav predstavljajo zasebni izdatki za zdravstvo 64,1 % vseh izdatkov za zdravstvo.

## Kultura
Verske prakse, družbeni običaji in kulturni standardi Amero-Liberijcev izvirajo iz ameriškega juga pred začetkom vojnega obdobja. Naseljenci so nosili klobuke in frake ter svoje domove oblikovali po vzoru južnjaških lastnikov sužnjev. Večina amero-liberijskih moških je bila včlanjena v liberijski masonski red, ki je bil močno vpleten v politiko države.
Liberija ima bogato zgodovino tekstilne umetnosti in prešitja, saj so naseljenci s seboj prinesli znanje šivanja in prešitja. Liberija je leta 1857 in 1858 gostila nacionalne sejme, na katerih so podelili nagrade za različne veščine z iglo. Ena najbolj znanih liberijskih prešivalk je bila Martha Ann Ricks, ki je leta 1892 kraljici Viktoriji predstavila prešito odejo z znamenitim liberijskim kavovcem. Ko se je predsednica Ellen Johnson Sirleaf preselila v izvršni dvorec, naj bi v svojo predsedniško pisarno dala namestiti odejo, izdelano v Liberiji.
V Liberiji že več kot stoletje obstaja bogata literarna tradicija. Edward Wilmot Blyden, Bai T. Moore, Roland T. Dempster in Wilton G. S. Sankawulo so med vidnejšimi liberijskimi avtorji. Mooreov roman Murder in the Cassava Patch velja za najslavnejši liberijski roman.

### Mnogoženstvo
Tretjina poročenih liberijskih žensk, starih od 15 do 49 let, živi v poligamnih zakonih. Po običajnem pravu lahko imajo moški do štiri žene.

### Kuhinja
Liberijska kuhinja v veliki meri vključuje riž, ki je osnovno živilo v državi. Druge sestavine so kasava, ribe, banane, agrumi, plantaini, kokos, okra in sladki krompir. Priljubljene so težke enolončnice, začinjene s čiliji habanero in scotch bonnet, ki se jedo s fufujem. Liberija ima tudi tradicijo peke, uvoženo iz Združenih držav, ki je edinstvena v zahodni Afriki.

### Šport
Najbolj priljubljen šport v Liberiji je nogomet, predsednik George Weah — edini Afričan, ki je bil imenovan za svetovnega igralca leta FIFE — pa je najbolj znan športnik v državi. Liberijska nogometna reprezentanca se je dvakrat uvrstila v finale afriškega pokala narodov, in sicer leta 1996 in 2002.
Drugi najbolj priljubljen šport v Liberiji je košarka. Liberijska košarkarska reprezentanca se je dvakrat uvrstila na AfroBasket, in sicer leta 1983 in 2007.
Športni kompleks Samuel Kanyon Doe služi kot večnamenski stadion. Poleg mednarodnih koncertov in nacionalnih političnih dogodkov gosti tudi kvalifikacijske tekme za svetovno prvenstvo v nogometu.

### Merilni sistem
Liberija je ena od treh držav, ki še niso v celoti sprejele mednarodnega sistema enot (skrajšano SI, imenovanega tudi metrični sistem); drugi državi sta ZDA in Mjanmar.
Liberijska vlada je začela opuščati uporabo običajnih enot Združenih držav Amerike in uporabljati metrični sistem. Vendar je bila ta sprememba postopna, saj so vladna poročila sočasno uporabljala tako običajne kot metrične enote Združenih držav Amerike. Liberijski minister za trgovino in industrijo je leta 2018 napovedal, da se je liberijska vlada zavezala k sprejetju metričnega sistema.